# Lolland Nørre Provsti
Lolland Nørre Provsti var indtil 2007 et provsti i Lolland-Falsters Stift. Provstiet lå i Nakskov Kommune og Ravnsborg Kommune.
Lolland Nørre Provsti bestod af flg. sogne:
- Birket Sogn
- Branderslev Sogn
- Fejø Sogn
- Femø Sogn
- Herredskirke Sogn
- Horslunde Sogn
- Købelev Sogn
- Løjtofte Sogn
- Nordlunde Sogn
- Nøbbet Kirkedistrikt
- Sandby Sogn
- Sankt Nikolai Sogn
- Stormarks Sogn
- Utterslev Sogn
- Vindeby Sogn